# Kamijo
Kamijo, pseudonimo di Yūji Kamijō (上城 祐之?, Kamijō Yūji; Hiratsuka, 19 luglio 1975), è un cantante, musicista e produttore discografico giapponese noto per essere stato il vocalist e frontman delle band visual kei Lareine e Versailles, entrambe caratterizzate da una forte immagine basata sul rococò francese.
È una delle figure più celebri della scena visual-kei, noto anche al di fuori dei confini nipponici.

## Biografia
Della giovinezza di Kamijo non si sa nulla: come molte altre rock star giapponesi, anche lui preferisce lasciare un romantico alone di mistero sul suo passato. Nonostante non fosse inizialmente interessato allo studio della musica, pur provenendo da una famiglia di musicisti, iniziò ad interessarsene in prima superiore dopo un diverbio con un componente del suo club di tennis (sport che pratica tuttora) che lo spinse a comprare la sua prima chitarra ed iniziare la sua carriera artistica.
Nel 1994 Kamijo (che al tempo si faceva chiamare Shoki) diventa roadie dei Malice Mizer, al tempo un giovane gruppo non molto conosciuto. In agosto, mentre viaggia in tour con la band, incontra il chitarrista Mayu e con lui fonda novembre dello stesso anno una band che chiamano Laliene; successivamente entrano nel gruppo il bassista Emiru ed il batterista Machi: il gruppo, ora completo, cambia nome nel 1996 in Lareine. La band è durata per dodici anni, fino al 2006, minata da una lunga serie di problemi, litigi intestini, separazioni e riunificazioni, ma riesce comunque a conquistare un pubblico sempre più vasto grazie alla originale personalità istrionica di Kamijo, che per il concept del gruppo si ispira al famoso manga Versailles no bara (noto in Italia come Lady Oscar). Per tutto il 2000 i Lareine sono stati in realtà composti da un solo membro, Kamijo appunto, e dal 2001 per un paio d'anni il cantante si è inoltre dedicato ad un progetto parallelo con Mayu, i New Sodmy (e lo stesso fece Emiru con i Ribbon); solo nel 2002 i Lareine tornarono realmente attivi.
In seguito all'ennesima perdita di un membro, il 18 febbraio 2007 i Lareine entrano ufficialmente in pausa a tempo indeterminato, i componenti della band si dividono e Kamijo chiude la sua etichetta discografica personale, la Applause Records, per fondarne una nuova con un progetto di più ampio respiro, la Sherow Artist Society: concepita come una sorta di "grande famiglia" e destinata ad ospitare i suoi amici musicisti, questa nuova label indie produce anche il nuovo gruppo di Kamijo, i Versailles, sorta di supergruppo composto dal famoso chitarrista Hizaki e da altri noti musicisti.
Attualmente Kamijo lavora come produttore nella sua label e canta nei Versailles e nei Node of Scherzo, ensemble teatrale composto da diversi musicisti visual kei provenienti da band diverse.

## Discografia

### New Sodmy

#### Album
- 10/05/2002 - Confess to a Crime
- 26/06/2002 - Confess to a Love; rielaborazione dell'album Confess to a Crime

#### Singoli
- 17/04/2001 - Jealousy
- 26/09/2001 - White Lie
- 23/01/2002 - Style
- 21/06/2002 - Imagine

### Node of Scherzo

#### Singoli
31/10/2007 - Node of Scherzo

### KAMIJO

#### Album
- 24/09/2014 - Heart (Heart?)

#### Minialbum
- 05/03/2014 - Symphony of The Vampire (Symphony of The Vampire?)

#### Singoli
- 28/08/2013 - Louis: Enketsu no la vie en rose (Louis～艶血のラヴィアンローズ～?)
- 18/06/2014 - Moulin Rouge (Moulin Rouge?)
- 16/07/2014 - Yamiyo no lion (闇夜のライオン?)

### Altro
- 31/10/2003 - Vampire Romance; split album con tre brani rispettivamente dei New Sodmy, dei Ribbon e dei Lareine